# Sogda ciliaris
Sogda ciliaris är en skalbaggsart som först beskrevs av Thomson 1874.  Sogda ciliaris ingår i släktet Sogda, och familjen mycelbaggar. Arten är reproducerande i Sverige.